# Beobachtermission der Vereinten Nationen in Angola
Die Beobachtermission der Vereinten Nationen in Angola, kurz MONUA (von franz. Mission d’Observation des Nations Unies en Angola) basierte auf der UN-Resolution 1118 vom 30. Juni 1997 und fand vom 1. Juli 1997 bis 26. Februar 1999 in Angola statt. 
Sie war die Nachfolgemission der UNAVEM III-Mission. Das Hauptquartier der Mission befand sich in Luanda.

## Mission
Geführt wurde die Mission von Issa B.Y. Diallo aus Guinea in der Funktion als Sonderbeauftragter des Generalsekretärs und Leiter der Mission, unterstützt durch Generalmajor Seth Kofi Obeng aus Ghana, der verantwortlich für den Einsatz der Streitkräfte war. Eingesetzt waren bei diesem uniformierten Einsatz  240 Missionsangehörige, davon 12 Militärbeobachter, 6 zivile Polizeibeobachter, unterstützt durch einen zivilen Stab aus internationalen und ortsansässigen Mitarbeitern. Truppensteller von MONUA waren Ägypten, Bangladesch, Bolivien, Brasilien, Ghana, Indien, Jordanien, Pakistan, Polen, Portugal, Rumänien, Russland, Sambia, Senegal, Simbabwe und Uruguay. Während des Einsatzes kamen 14 MONUA-Angehörige ums Leben.